# Pseudozius
Pseudozius is een geslacht van kreeftachtigen uit de klasse van de Malacostraca (hogere kreeftachtigen).

## Soorten
- Pseudozius caystrus (Adams & White, 1849)
- Pseudozius inornatus Dana, 1852
- Pseudozius pacificus Balss, 1938